# 谷水雄三
谷水 雄三（たにみず ゆうぞう、1939年3月27日 - 2023年11月20日）は、日本の実業家、馬主。

## 経歴
関西・九州でゴルフ場などを運営するタニミズ企画株式会社の元代表取締役会長。
2010年8月28日、紺綬褒章を受章。2023年11月20日に死去。84歳没。

## 馬主活動

谷水の勝負服

日本中央競馬会（JRA）に登録する馬主として知られる。1971年、急死した父・信夫の後を継ぎ馬主業とカントリー牧場の経営を引き継いだ。勝負服の柄は黄色、水色襷。冠名は「タニノ」を用いていたが、冠名のない活躍馬も多い。また、京都馬主協会会長、日本馬主協会連合会会長（2001年4月 - 2003年3月）、同会最高顧問なども歴任した。
親子二代続いての東京優駿（日本ダービー）2勝オーナー（信夫はタニノハローモア、タニノムーティエで2勝）である。
タニノギムレットが出走した2002年の第69回東京優駿では小泉純一郎首相（当時）が、ウオッカが出走した2007年の第74回東京優駿では安倍晋三首相（当時）が来場し、両馬とも優勝し、2人の首相から内閣総理大臣賞を授与されている。
2022年6月をもって馬主業から撤退。活動51年目での馬主引退となった。

### 来歴
- 1959年 - 立命館大学を中退し父の信夫の会社でゴルフ場建設に携わり始める。
- 1971年 - 父の急死により当時32歳でカントリー牧場を引き継ぎ代表者となった。勝負服の柄（黄、水色襷）、冠名「タニノ」は父と同じものを使用している。
- 2002年 - タニノギムレットが東京優駿（日本ダービー）を制しダービーオーナーとなる。
- 2007年 - ウオッカが東京優駿（日本ダービー）を制し2度目のダービーオーナーとなる。
- 2011年 - カントリー牧場の経営続行を断念した（個人の馬主としての活動はその後も継続）。
- 2022年 - 6月3日に最後の所有馬となったタニノヨセミテが登録を抹消され、現役所有馬がゼロになった[4]。馬主としての後継者はおらず、事実上の馬主業からの撤退となった。

## 主な所有馬

### 八大競走・GⅠ級競走優勝馬
- タニノチカラ（1973年天皇賞・秋、朝日チャレンジカップ、1974年有馬記念、京都大賞典、1975年京都記念）
  - デビュー時は父・信夫の所有だったが、長期休養中に急死したために自分の持ち馬となった
- タニノギムレット（2002年東京優駿、シンザン記念、アーリントンカップ、スプリングステークス）
- ウオッカ（2006年阪神ジュベナイルフィリーズ、2007年チューリップ賞、東京優駿、2008年安田記念、天皇賞・秋、2009年ヴィクトリアマイル、安田記念、ジャパンカップ）
- ビッグウィーク（2010年菊花賞）

### 重賞競走優勝馬
- タニノチェスター（1977年阪神大賞典）
- タニノテスコ（1980年京阪杯、1981年阪神牝馬特別）
- タニノブーケ（1984年デイリー杯3歳ステークス）
- タニノターゲット（1988年ラジオたんぱ杯3歳牝馬ステークス）
- タニノボレロ（1992年新潟大賞典2着、新潟記念）
- タニノクリエイト（1995年神戸新聞杯）
- タニノマティーニ（2005年富士ステークス2着、2008年キーンランドカップ）

### その他の所有馬
- タニノフランケル（種牡馬、ウオッカの産駒、2019年中山金杯3着、小倉大賞典2着）

## 主な表彰馬
優駿賞
- 優駿賞最優秀5歳以上牡馬

タニノチカラ（1973年・1974年）
JRA賞
- 年度代表馬

ウオッカ（2008年・2009年）
- 最優秀2歳牝馬

ウオッカ（2006年）
- 最優秀4歳以上牝馬

ウオッカ（2008年・2009年）
- 特別賞

ウオッカ（2007年）
JRA顕彰馬
ウオッカ（2011年選出）